# Османская архитектура

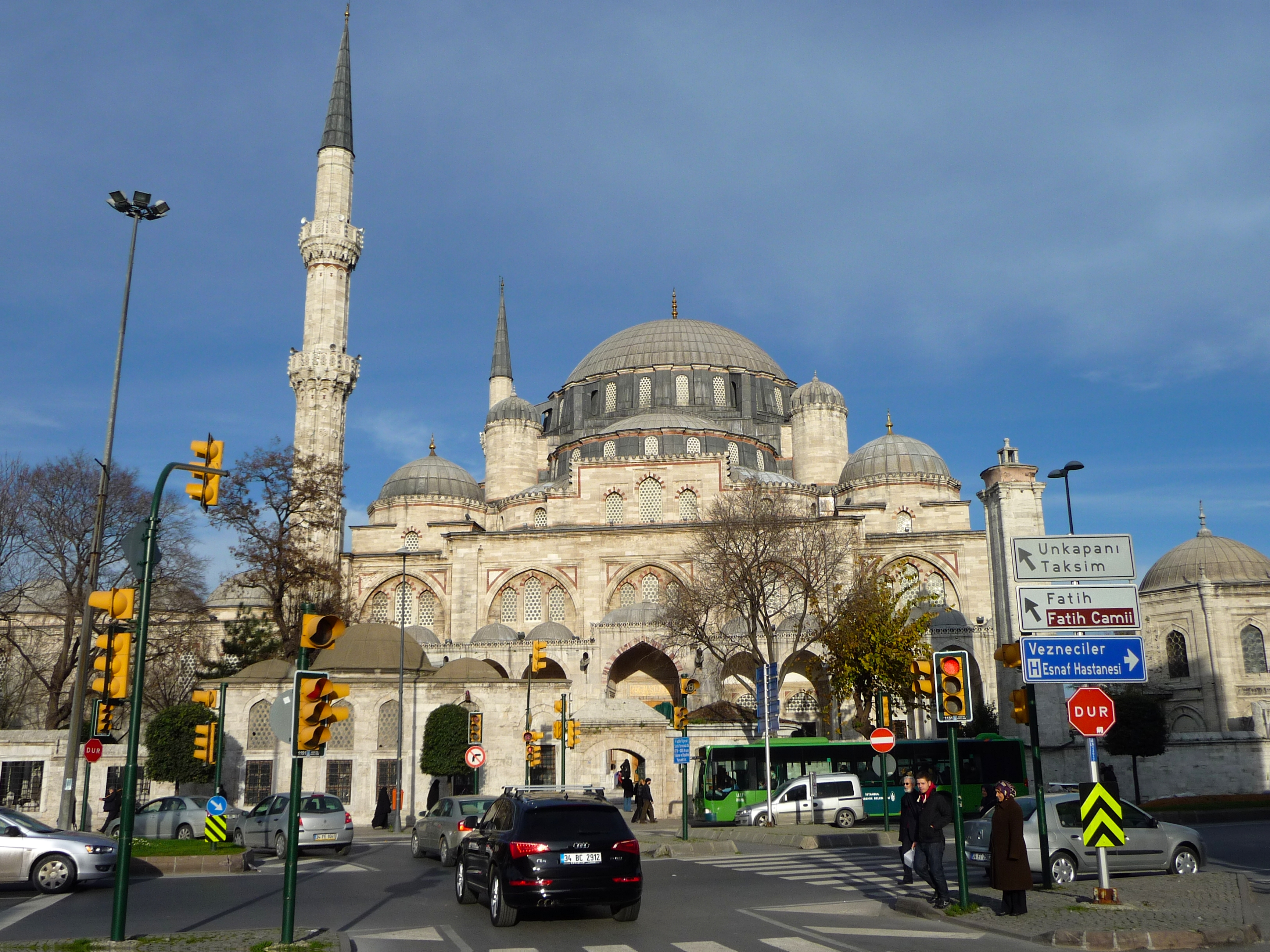
Мечеть Шехзаде — первая значительная работа архитектора Синана, где хорошо видны формы Святой Софии

Османская архитектура — архитектура Османской империи, которая возникла в Бурсе и в Эдирне в XV—XVI вв.. В архитектуре Османской империи прослеживается влияние архитектуры Сельджуков, а также иранской, византийской архитектуры. После завоевания Константинополя турками заметно влияние мамлюкской архитектурной традиции. В течение почти 400 лет византийские церкви и соборы служили образцами для османских мечетей
Османы достигли высокого уровня архитектуры. Освоенная ими техника создания огромного внутреннего пространства при помощи сводов, куполов, полукуполов и колонн, позволила создать эстетическую и элегантно утонченный стиль в исламской архитектуре. И по сей день можно найти объекты в стиле Османской архитектуры на бывших территориях империи. В том числе в Крыму имеется произведение классика османского стиля Синана в виде мечети Джума Джами 
С XVIII века османская архитектура испытывает сильное влияние европейского стиля барокко, что сказывается на богатом декоре зданий этого периода и приводит к формированию стиля Османское барокко.

## Сельджукская архитектура
Архитектура сельджукского периода Анатолии была эклектичной. Местные византийские и армянские архитектурные формы и приемы смешались с формами и приемами Ирана, Сирии, Ирака и Средней Азии. Анатолийские сельджуки строили  из кирпича,  оформлялили стены мрамором, известью, гипсом. По мнению А. Якобсона, на сельджукскую архитектуру оказала влияние армянская архитектурная традиция. 

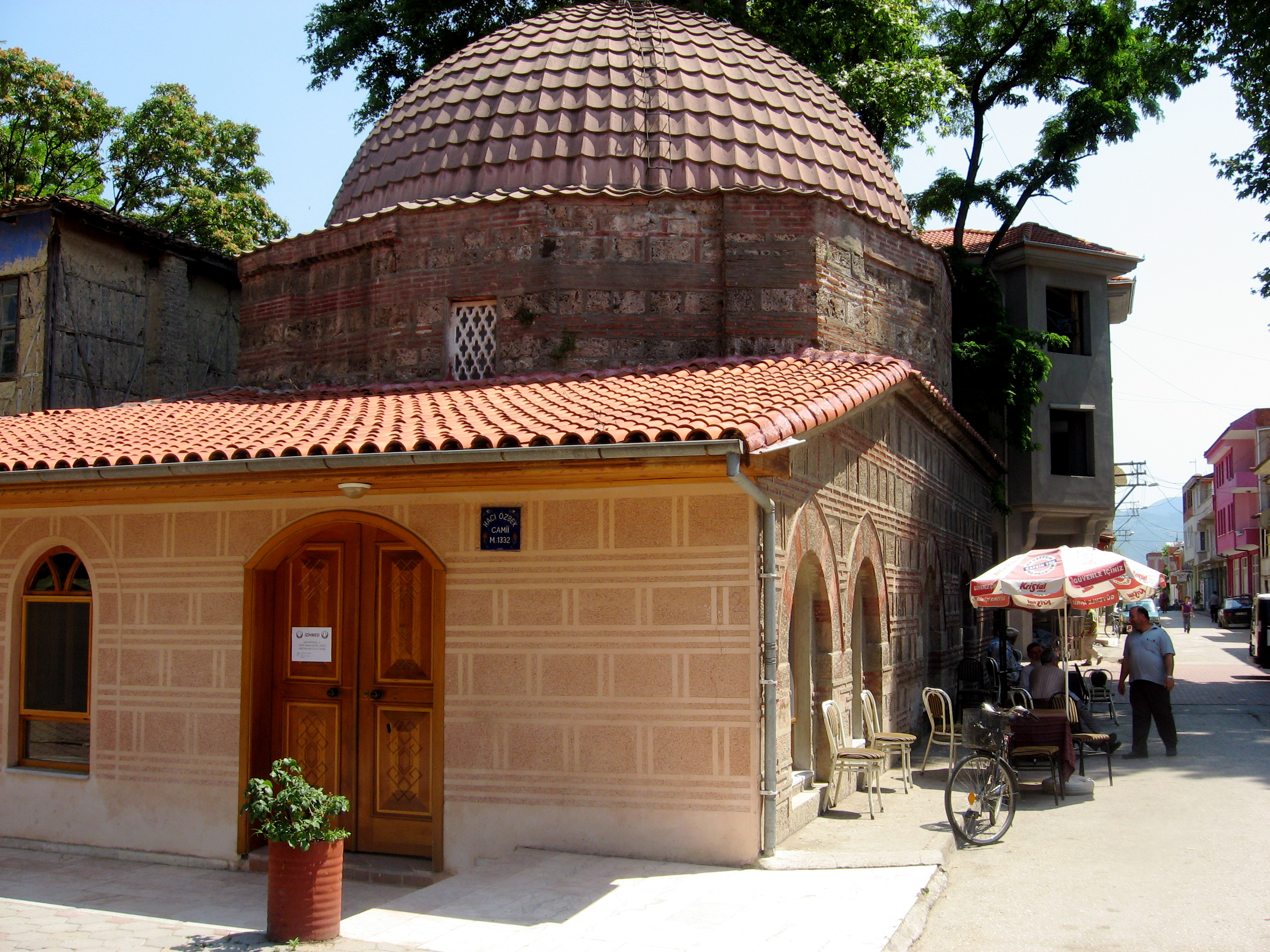
Мечеть Хаджи Озбека - представитель раннего османского стиля с заметным копированием Византийской базилики.

Сама по себе Сельджукская архитектура не считается османским стилем, но относится к его источникам наряду с византийской архитектурой. Османский архитектурный стиль возникает в XIV веке с формированием и укреплением Османской империи.

## Ранний Османский период
В начале XIV века были созданы первые Османские бейлики. Пограничное сосуществование с Византийской Империей уже начало формировать самобытный османский стиль как симбиоз византийской и исламской архитектурных традиций.
Мечеть Хаджи Озбека (1333) считается первым произведением с уже сложившимся османским стилем. Хорошо заметно копирование Византийской базилики не только по форме, но по характерному византийскому стилю кладки
В столице Османов Бурсе была построена первая куполообразная мечеть сельджуков — Улу джами (1396—1400). Построенные в Стамбуле в период завоевания города мечеть Баязида II (1501—1506) считается произведениями раннего периода. К этому периоду также можно отнести мечети Фатих (1470), мечеть Махмут-паши (1464), дворец Топкапы (1475—1478).

## Классический период
Классический период османской архитектуры в значительной степени связан с работами Мимара Синана. Этот архитектор сумел объединить и создать гармонию из различных архитектурных элементов и влияний, которые ранее были приняты османской архитектурой. В мечетях, построенных Синаном, использовался купол похожий на купол собора Святой Софии, но с изменённой пропорцией и освобождением от колоннад, что в совокупности с большими окнами добавило больше света внутри помещений.

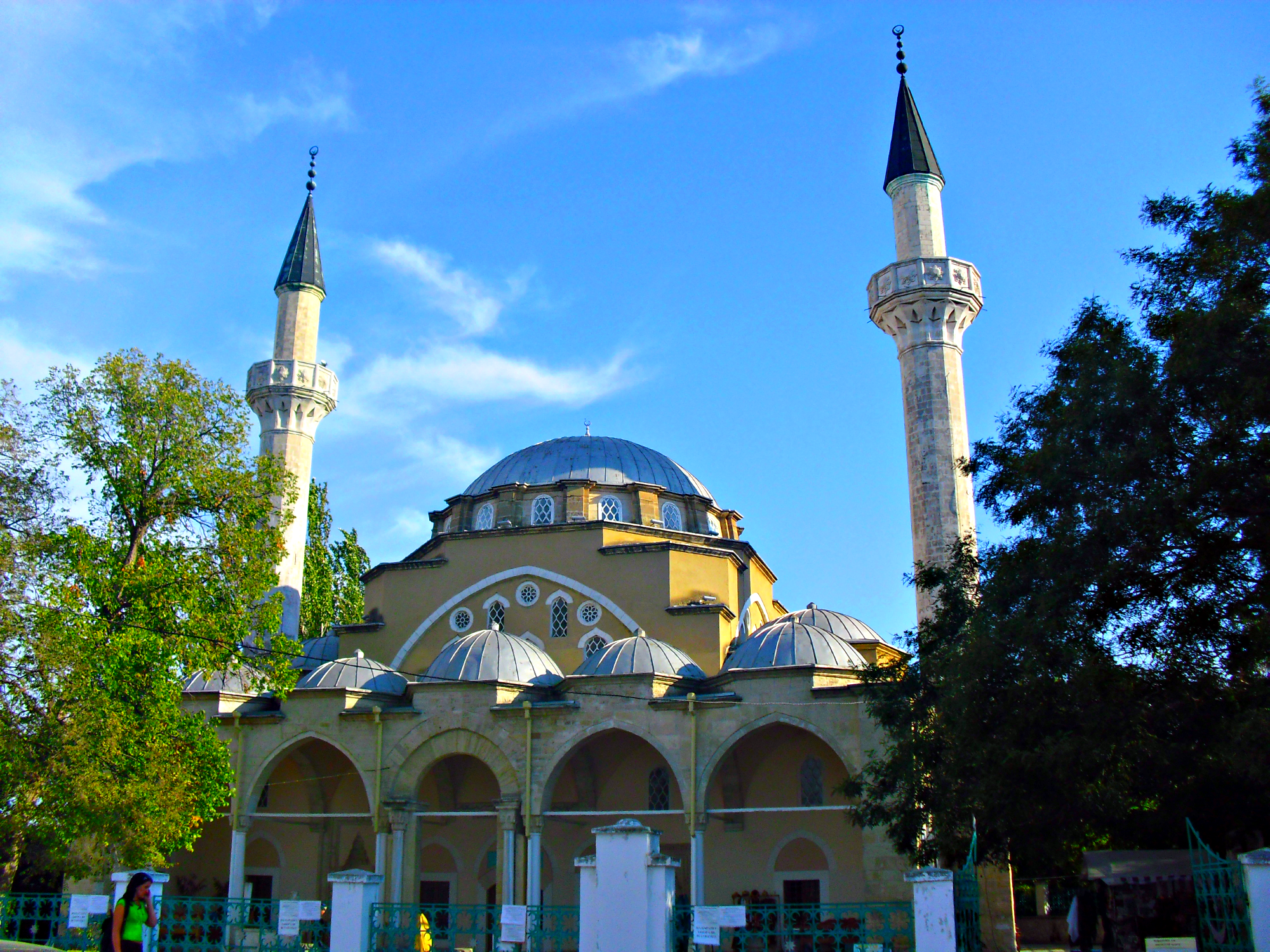
Синан построил мечеть Джума Джами в Евпатории

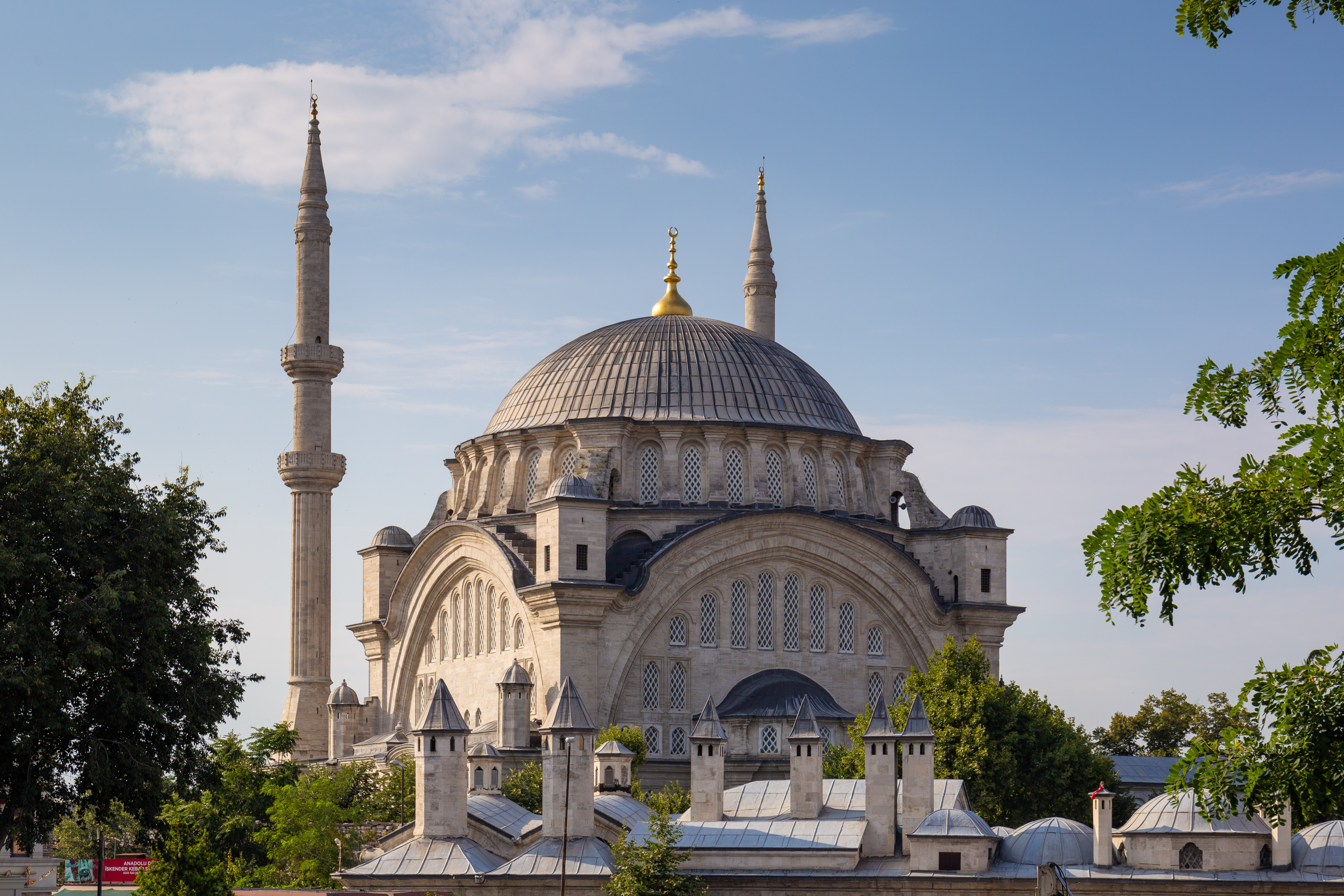
Мечеть Нуруосмание один из лучших образцов османского барокко

В мечетях классического периода стали включаться внутренние дворы. Образцы османской архитектуры классического периода помимо Турции сохранились также на Балканах, в Венгрии, Египте, Тунисе, Алжире и других странах бывшей Османской империи.
Произведение Синана имеется и Евпатории в Крыму в виде мечети Джума Джами

## Период тюльпанной архитектуры
В эпоху тюльпанов  в Османской возникает мода на разведение тюльпанов. Широко развивается садово-парковое искусство и возникает новый стиль тюльпанной архитектуры, где классическое строго оформление мечетей и дворцов заменяет богатый декор. Тюльпан стал символом этого стиля. Наибольшей силы тюльпанный стиль набирает в с 1718 по 1730, но встречается и ранее во время правления Ахмеда III, а также и после 1730 уже как подражание оригинальному тюльпанному стилю.  
Тюльпанный стиль также был продуктом адаптации европейской культуры к османской традиции. Загородная резиденция султана  Ахмеда III  — Саадабад, была спроектированная по планам Версаля и Фонтенбло. Стиль резиденции с парком требовал включения садовопаркового искусства в одно целостное произведение со зданиями в тюльпанный стиль. Это как и в Версале сделало фонтаны одним из основных архитектурных достижений в тюльпанном стиле. Фонтан Ахмеда III многие искусствоведы признают главным сохранившимся памятником тюльпанного стиля, т.к сам Саадабад не сохранился. Деревянные постройки его оказались недолговечны. Однако подражающий ему дворец Крымского хана в Бахчисарае позволяет представить как выглядело в оригинале это сооружение. 
Другим известным произведением в тюльпанном стиле является отделка комнат древнего дворца Топкапы. Тюльпанный стиль стал переходным этапом от османского классицизма к османскому барокко.

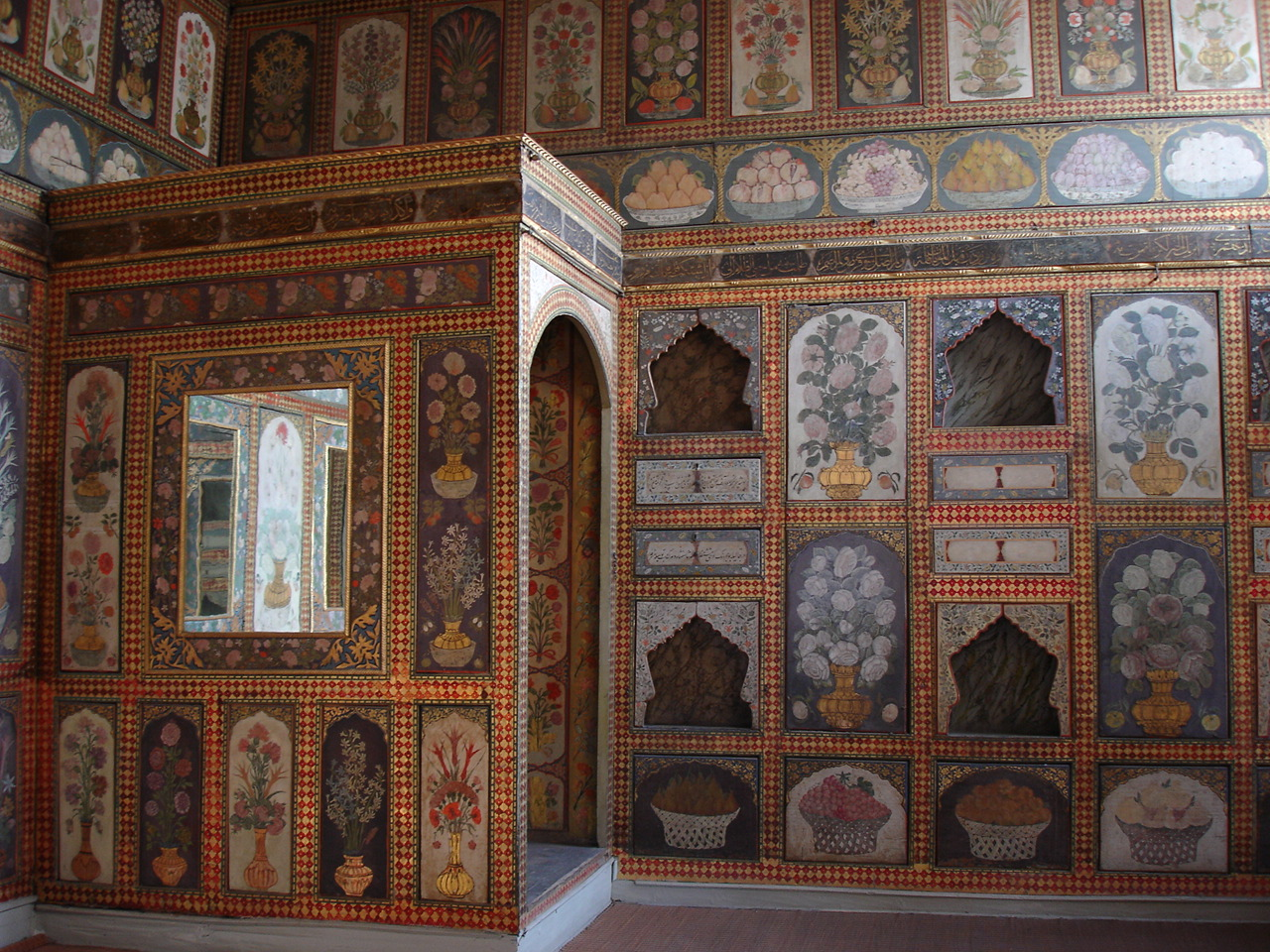
Фруктовая комната дворца Топкапы является ярким примером тюльпанного стиля (1705)

## Период Османского барокко
Стиль османского барокко возникает в XVIII веке под влиянием европейского стиля барокко. Мечеть Нуруосмание относят к одному из лучших произведений этого периода, когда классические формы османской архитектуры сочетались с богатым декором в барокко. Самой богатой по декору с стиле барокко обычно считается мечеть Ортакёй.

## Период Эклектизма

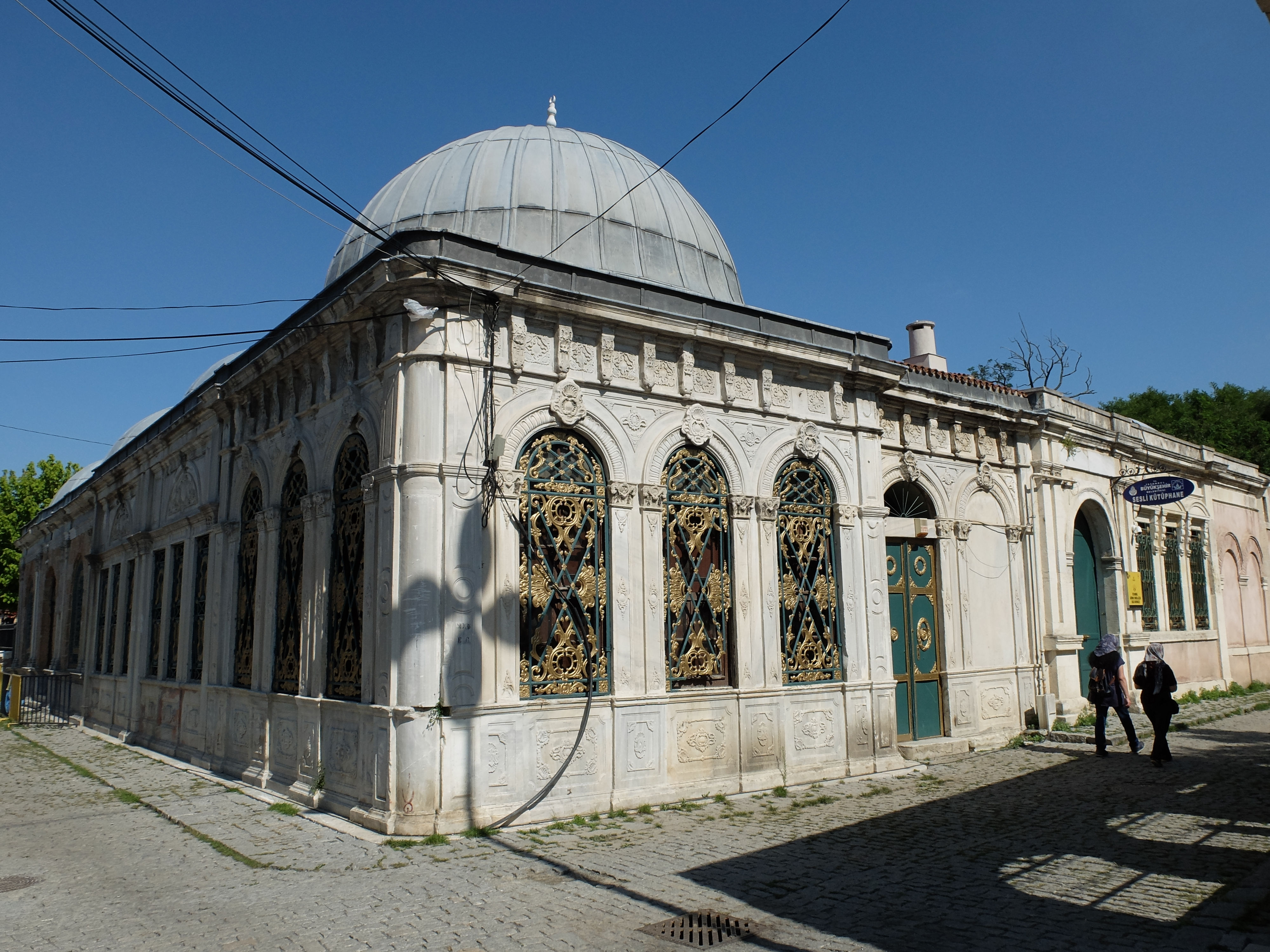
Гробница Хюрсев паши представитель ампира в османской архитектуре

В XIX веке османская архитектура попала под влияние европейского Имперского стиля "Ампир". Гробница Коджа Хюсрев Мехмед паши выполнена в декоре характерном для Наполеоновского ампира.

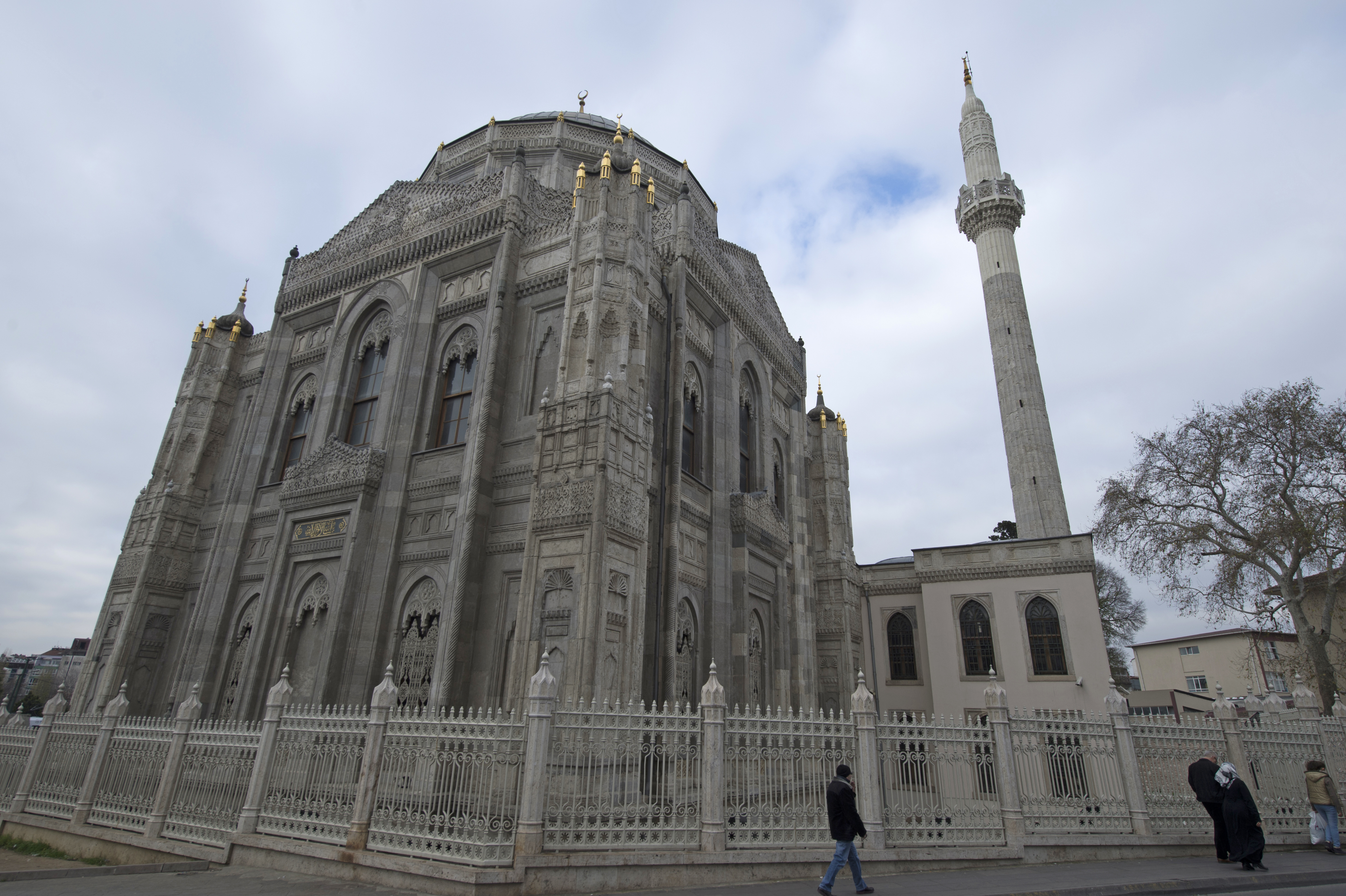
Мечеть Пертевниял Валиде-султан яркий представитель османской эклектики

Необходимость смешивать новые яркие европейские стили с исламской архитектурой в конечно счете формирует период османского эклектизма. Мечеть Пертевниял Валиде-султан представляет такое смешение стилей как ренессанс, готика, имперский стиль, рококо и конечно классический османский. Для османской архитектуры мечетей безусловно стало новым явлением богатый золоченный декор интерьера этой мечети в стиле христианских храмов этого же периода. 

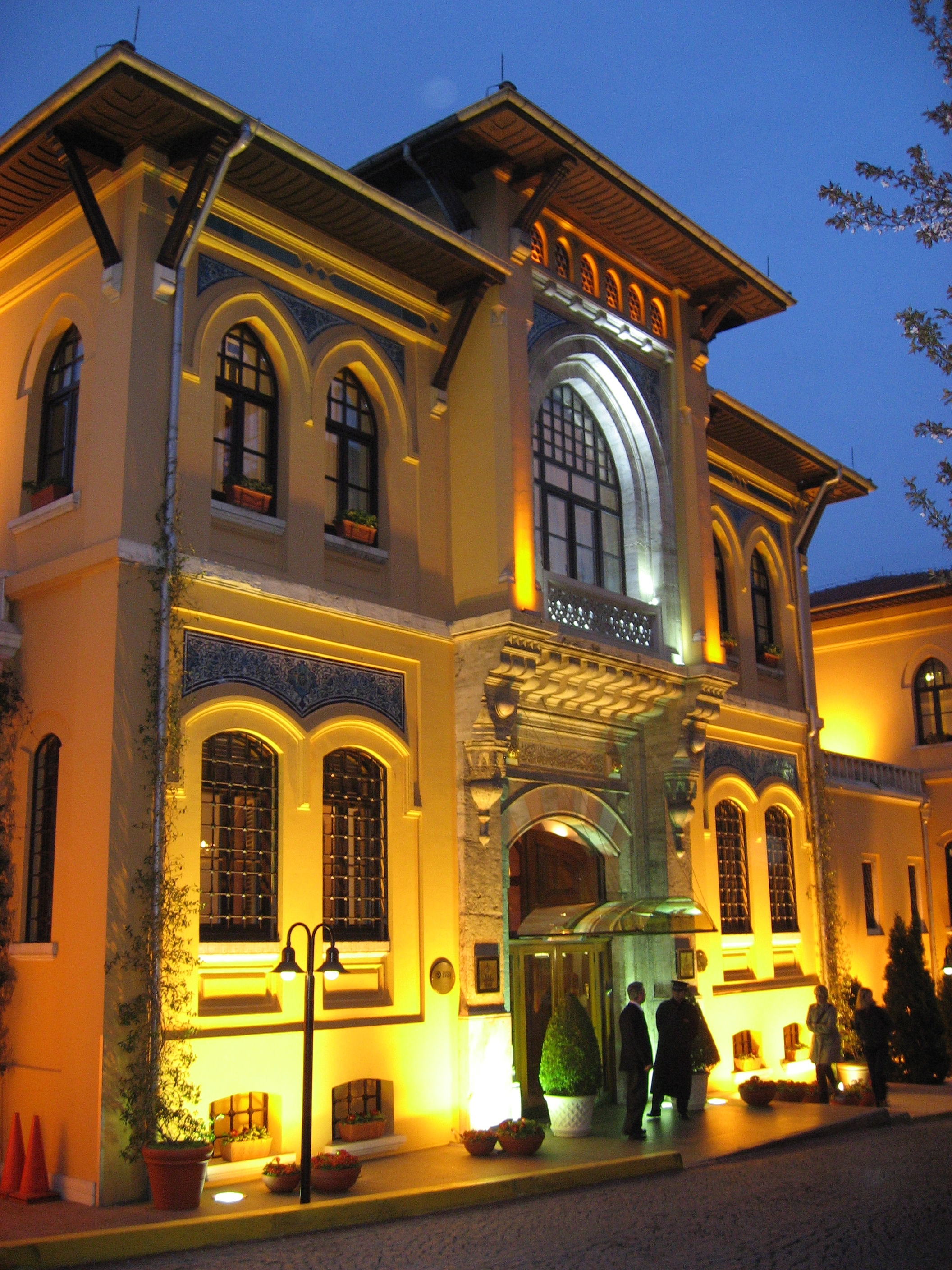
Отель Султанахмет — представитель Османского Ренессанса

## Период Национального архитектурного Ренессанса
Заключительный период архитектуры в Османской империи начался в XX веке после прихода к власти младотурок (1908—1909 года). Этот период назывался «Национальным архитектурным Ренессансом». В архитектуре этого периода начали применяться современные строительные технологии и материалы, такие как железобетон, железо, сталь, и стекло. Первоначально, этот стиль был призван способствовать патриотизму и исторической идентичности многонациональной Османской империи, но к концу Первой мировой войны, после создания Турецкой Республики, он был принят турецкими националистами для внедрения в сознание турок чувства патриотизма. В этой роли, она продолжается влиять на дальнейшую архитектуру Турции. В основе стиля возврат к традициям сельджукской архитектуры.
Один из самых ранних и наиболее важных примеров этого стиля является главное здание стамбульской почтовой службы (англ. Istanbul Central Post Office), завершённое в 1909 году. В Анкаре, самая ранняя постройка в этом стиле является здание Национального Собрания Турецкой Республики (1917 г.), в котором сейчас находится Музей войны за независимость.